# Lenco (consumenten-electronica)
Lenco is een handelsmerk voor consumenten-elektronica. De naam van het bedrijf is afkomstig van een failliet gegaan bedrijf dat in Zwitserland was gevestigd. Het hoofdkantoor van Lenco is samen met Trebs in 2018 gevestigd in het Nederlandse Kerkrade.

## Bedrijfsoverzicht

### Geschiedenis
In 1925 startte de Zwitser Fritz Laeng een elektronicabedrijf. Zijn vrouw Marie trad ook toe en in 1946 werd door het echtpaar Lenco opgericht in het Zwitserse Burgdorf. Hun fascinatie en passie voor audio-technologie was de drijfveer voor hun succes en uitstekende kwaliteit en service werden de sleutelfactoren voor hun bedrijf. Zij bouwden een fabriek die de naam Lenco kreeg, afgeleid van de achternaam Laeng.

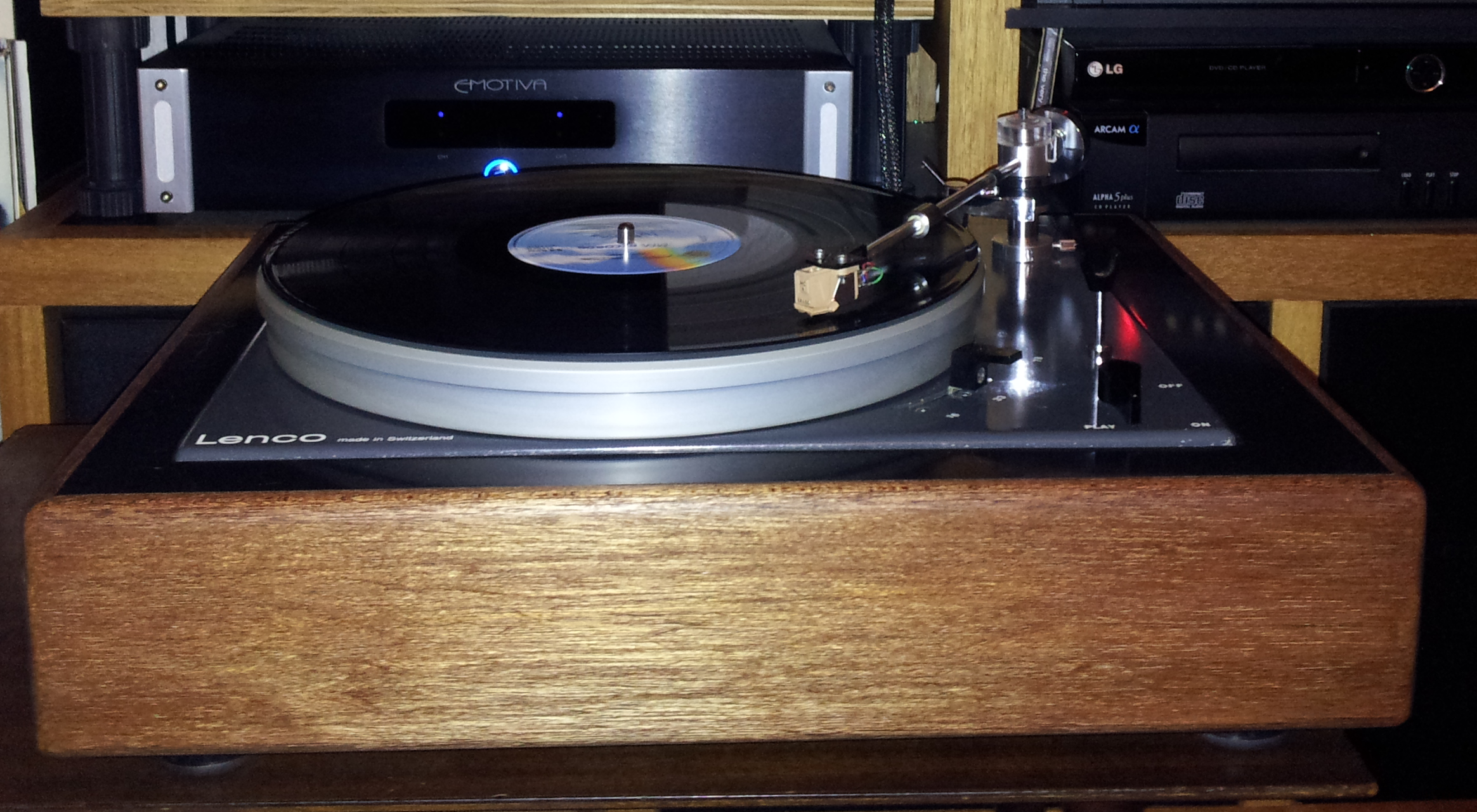
Lenco B52 platenspeler

In 1960 produceerde Lenco de eerste platenspeler. In 1961 bouwden ze nog een andere fabriek in Osimo, Lenco Italiana. In eerste instantie produceerde Lenco Italiana enkel en alleen de motoren voor de platenspelers. Later produceerde deze fabriek ook platenspelers en cassettespelers.
Veel succes had het bedrijf met de in 1967 geïntroduceerde L75. De platenspeler had een zware draaitafel van 4 kg. Ook de toonarm werd geroemd en bekroond. De platenspelers kregen vanwege hun degelijkheid veel waardering. Naar het schijnt kon zelfs een persoon op de draaiplaat staan en rondjes draaien. Het bedrijf groeide en had begin jaren 1970 1300 medewerkers op drie productielocaties. Het bedrijf exporteerde naar meer dan tachtig landen.
1974 was geen goed jaar voor het bedrijf. Marie Laeng, hart en ziel van het bedrijf, overleed. Naast dit overlijden was er ook een economische crisis gaande waardoor de vraag naar luxe producten zoals high-end Hi-Fi apparatuur drastisch daalde. Dit was ook de tijd dat steeds meer producten afkomstig uit Azië op de markt kwamen doordat hier arbeidsomstandigheden waren die ervoor zorgden dat producten goedkoper aangeboden konden worden.
Nadat het Zwitserse bedrijf in 1977 failliet ging, werd de merknaam Lenco in 1997 overgenomen door de Nederlandse Lenco STL Group, die gevestigd was in Venlo. Het bedrijf ging zich richten op lowbudgetapparatuur. Veel van de productie vond plaats in Hongkong.
In 2015 werd het bedrijf opnieuw overgenomen, ditmaal door Commaxx International NV, wiens ook in bezit is van de merken Trebs, Alecto Baby, Alecto Home en Fysic.
Ontwerp en ontwikkeling van Lenco-producten vindt plaats in Nederland. Kwaliteitscontrole en begeleiding van de productie vindt plaats in Hongkong.

## Producten
Lenco produceert onder andere:

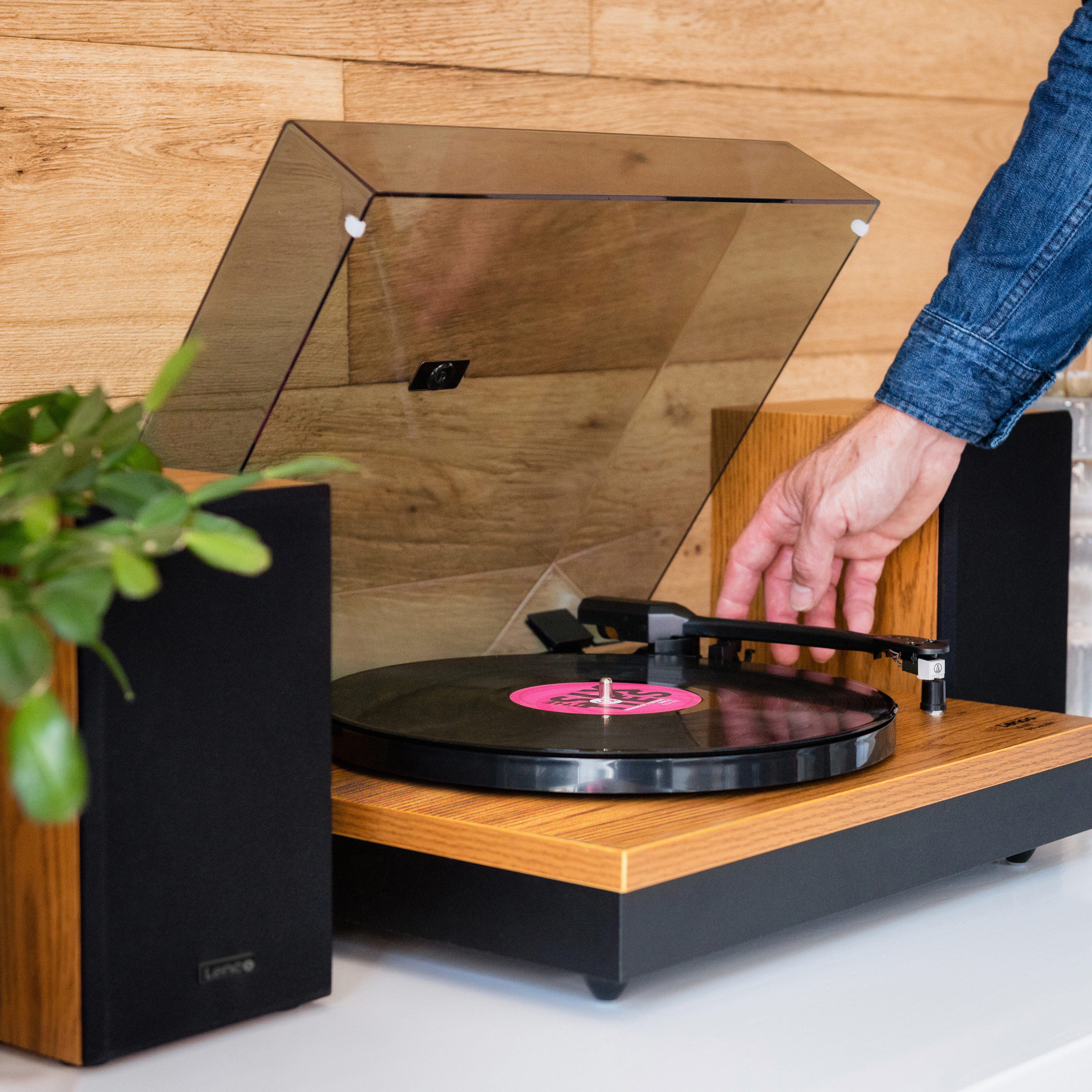
Lenco LS-300WD

- Platenspelers (retro modellen als de Lenco L-75, maar ook moderne platenspelers als de LS-300[7])
- Radio's (DAB+-, Bluetooth-, FM- en internetradio's)
- Dvd-spelers (draagbare dvd-spelers, geschikt voor gebruik in de auto)
- Luidsprekers (Bluetooth en Party-Speakers met DJ functionaliteit)
- Televisies (LCD - en LED-Televisies)
- Mp3-spelers (draagbare mp3-spelers voor consumenten)
- Discmans (draagbare cd-spelers)
- Powerbanks (draagbare opladers)
- Koptelefoons (bluetooth en bekabelde hoofdtelefoons)

Enkele bekende producten van Lenco zijn:
- LBT-188
- SCD-24
- SCD-650
- CD-010
- CD-200
- CD-300
- DVP-1045
- DVP-939